# You Remind Me of Something
You Remind Me of Something je píseň amerického zpěváka R. Kellyho. Píseň pochází z jeho druhého alba R. Kelly. Píseň sám produkoval a napsal ve spolupráci s Barry Hankersonem.

## Hitparáda
| Země   | Umístění |
| ------ | -------- |
| US 100 | 4        |
| US R&B | 1        |
| UK     | 21       |

## Tracklist
1. You Remind Me of Something (Album verze)
2. You Remind Me of Something (Instrumental)
3. Homie, Lover, Friend (Lookin' for My Homie Mix)